# Nights into Dreams...
Nights into Dreams... (ナイツ, Naitsu) é um jogo eletrônico lançado pela Sega em 1996 para o console Sega Saturn. O jogo mostra duas crianças entrando num mundo dos sonhos, onde elas são ajudadas pelo personagem principal, Nights. Nights into Dreams... foi desenvolvido pela Sonic Team, com Yuji Naka como produtor e líder de programação, e Naoto Oshima como diretor e designer de personagem. A intenção dos desenvolvedores era fazer a sensação de voar o elemento central da jogabilidade, realizado através de gráficos 3D e uma combinação de ambos de ambas jogabilidades 2D e 3D. O jogo foi relançado no Japão para o PlayStation 2 em 21 de fevereiro de 2008. Não se sabe até agora se será lançado em outros territórios. No primeiro quarto de 2008 uma versão para PC foi lançada via download no GameTap.

## Jogabilidade

Jogabilidade como NiGHTS

Nights into Dreams... é dividido entre níveis ou "Dreams", cada divido além disso em quatro "Mares" e uma batalha de chefe. Os níveis são distribuídos igualmente entre as duas personagens infantis; três são únicos para Claris, três para Elliot, e cada personagem joga através de um idêntico sétimo nível final, "Twin Seeds". Inicialmente, somente a Spring Valley de Claris e a Splash Garden de Elliot estão disponíveis, e o êxito em completar uma dessas destrava o próximo nível do caminho da criança. As etapas anteriormente concluídas podem ser revisitadas para melhorar as pontuações do jogador; um grau "C" nos níveis de cada criança selecionada deve ser realizado para destrancar o Twin Seeds dream relevante para aquele personagem.
No começo de cada nível, os subordinados menores de Wizeman roubam todas as Ideyas dos personagens exceto a do tipo raro a vermelha representando a coragem. As cores das outras Ideyas no jogo são amarela para esperança, verde para sabedoria, azul para inteligência e branca para pureza. O objetivo de cada um dos quatro "Mares" (lê-se Mérs) em cada nível é recuperar as Ideya roubadas coletando 20 fichas azuis e as deixando dentro do Capturador de Ideya, no qual sobrecarregará e soltará o orbe que está segurando. É possível completar alguns objetivos de cada níveis andando na terra de Nightopia como Claris ou Elliot (perseguidos por um despertador em forma de ovo que acordará as crianças e encerrará o nível se as pegarem), mas a maioria da jogabilidade é centrada nas sequências de voo de NiGHTS, que ocorrem ao andar para dentro do palácio Ideya e fundindo com esse acrobata aprisionado.
Nas seções de NiGHTS, o jogador voa ao redor de uma rota particularmente linear através do Mare. A jogabilidade como NiGHTS não é completamente 3D: jogadores só podem voar no plano 2D da tela, com a movimentação atual deles através do nível determinado pelo ângulo automático da câmera no ponto do Mare. O jogador tem apenas um período disponível limitado antes que NiGHTS caia no chão e se torne em Claris ou Elliot, e cada colisão com um inimigo subtrai cinco segundos do tempo restante.
Várias manobras acrobáticas podem ser feitas, incluindo o "Paraloop", pelo qual voa ao redor de um círculo completo que causa que qualquer item dentro do loop seja atraído para NiGHTS. O jogo apresenta um sistema de combo conhecido como "Linking" pelo qual age como coletor de itens e voos através de argolas que valem mais pontos quando feitos em uma sucessão rápida do que é individualmente.
Depois de completar os quatro Mares, o jogador é transportado para Nightmare para confrontar um dos Nightmarens de Wizeman. O jogador tem dois minutos para derrotar o chefe, com o tempo contribuindo apara o score total para esse Dream. Depois que o chefe é derrotado, o jogador pode jogar novamente o mesmo nível, e escolher qual chefe quer lutar via menu.

### A-Life
Além da missão imediata de jogo, o jogo contém um sistema de vida artificial ("A-Life"), um precursor ao Chao que aparece mais tarde em outro título da Sonic Team, Sonic Adventure. O sistema envolve entidades chamadas Nightopians (moradores dos sonhos, algumas vezes referidas de "pians"). O jogo se passa de acordo com o humor dos Nightopians (causando danos a eles os desprazerá, por exemplo), e o jogo apresenta uma envolvente música, permitindo andamento, altura, e melodia que alterar-se dependendo do estado dos Nightopians dentro do nível. Também é possível mesclar os Nightopians com os pequenos inimigos Nightmaren, criando um ser híbrido chamado Mepian. É até possível através de procriação controlada extensivamente, que 'um "King Pian", ou Superpian possam ser feitos. Uma versão estendida do sistema de A-life foi incluída em Nights: Journey of Dreams.

### Controle

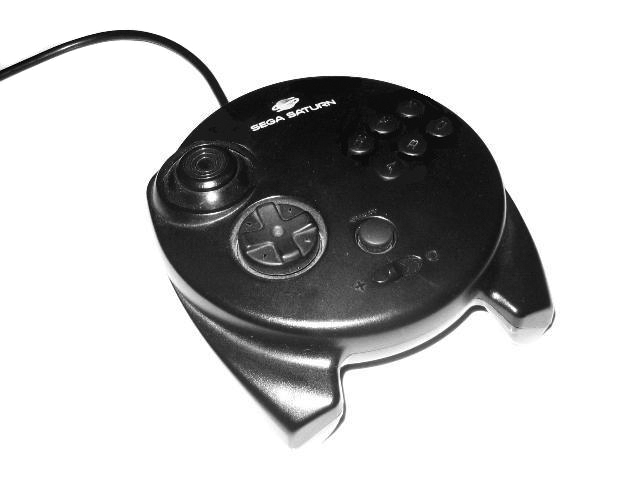
O controle analógico opcional que veio empacotado com Nights into Dreams.... (Versão EUA/EU mostrada; o pad japonês era branco.)

"NiGHTS" foi introduzido ao lado de um opcional controle de jogo, incluído com a maior parte das cópias do jogo. Este gamepad vinha com uma alavanca analógica, entre o primeiro em qualquer console de jogo (lançado somente depois do lançamento do Nintendo 64, que apresentou uma alavanca analógica no seu controle padrão periférico). A alavanca, D-pad e botões nos ombros eram localizados em um acordo semelhante àquele da Sega depois do controle do Dreamcast.

## História
Toda noite, todos sonhos humanos são passados em Nightopia e Nightmare, as duas partes do mundo dos sonhos. Em Nightopia, distintos aspectos de personalidade de sonhadores são representados por esferas coloridas e luminosas conhecidas como "Ideya". Entretanto, o maldoso regente de Nightmare, Wizeman the Wicked, está roubando a energia dos sonhos dos visitantes enquanto dormem, em ordem de juntar poder para tomar controle de Nightopia e eventualmente do mundo real. Para realizar isto, ele criou numerosos seres chamados "Nightmaren", incluindo dois acrobatas do tipo coringa, seres capazes de voar chamados NiGHTS e Reala. Entretanto, NiGHTS se rebela contra os planos de Wizeman, e é punido sendo aprisionado dentro de um palácio Ideya, um container parecido a um belvedere de Ideya de sonhadores.
Um dia, Elliot Edwards e Claris Sinclair, duas crianças da cidade Twin Seeds, passam por fracassos. Elliot gosta de jogar basquete, mas é desafiado por garotos mais velhos e perde. Claris quer cantar em uma peça mas é superada pelo medo dos bastidores em frente dos juízes. Aquela noite, ambos sofreram pesadelos que reprisaram aqueles eventos. Eles escapam para dentro de Nightopia e descobrem que possuem a mesma rara Ideya vermelha da Coragem, o único tipo que Wizeman não pode roubar. Eles libertam NiGHTS, que explica a eles sobre os sonhos, Wizeman e seus planos, e os três começam uma jornada para parar Wizeman e restaurarem a paz à Nightopia.

## Christmas Nights

Lançamento japonês de Christmas Nights.

Christmas Nights é um demo de dois níveis com uma temática natalina de Nights into Dreams que foi lançado em dezembro de 1996. No Japão, foi a parte de um pacote de Natal do Saturn. Em outros lugares foi dado com a compra de jogos selecionados do Saturn como Daytona USA Championship Circuit Edition, e foi empacotado com edições da Sega Saturn Magazine, Game Players Magazine e Next Generation Magazine. Os CD-ROMs eram dados na capa de frente da Sega Saturn Magazine faltando a caixa para guardar o disco, que ao invés disso foi suprida com uma de plástico transparente. O jogo ficou disponível para locação na Blockbuster nos Estados Unidos. No Reino Unido, Christmas Nights não foi incluso na oficial Sega Saturn Magazine até dezembro de 1997.
O disco Christmas Nights contém a versão completa do nível Spring Valley" de Claris' de Nights into Dreams, e uma nova versão para Elliot com o mesmo tema visual mas com um layout diferente.
A história de Christmas Nights de Elliot e Claris durante a estação do feriado de Natal, depois de suas aventuras com NiGHTS. Embora ambos estejam comemorando a estação de Natal, eles sentem que algo está faltando. Descobrindo que a estrela que usualmente fica no topo da árvore de Natal de Twin Seeds está faltando, as duas crianças vão para Nightopia procurá-la. Lá, eles se encontram com NiGHTS novamente, e exploram a Spring Valley, que agora está repleta de decorações de Natal devido aos sonhos das crianças por causa da época natalina. O trio agora tem que derrotar Gillwing e tomar de volta a Estrela de Natal.
O jogo usa o relógio interno do Saturn para mudar elementos de acordo com a data. Em novembro e janeiro, o selo do título "Nights: Limited Edition" é trocado para "Winter Nights", com um verde viçoso do ambiente sendo mudado para branco neve. Durante Dezembro, o modo "Christmas Nights" é ativado, resultando em novas alterações com temáticas natalinas, como as caixas de itens se tornando presentes de Natal, Nightopians vestidos em roupas de elfo, e Árvores de Natal substituindo os Capturadores de Ideya. A música de fundo é trocada por uma versão instrumental de "Jingle Bells", assim como há uma mudança ao estilo "Natalino" do tema do chefe. Outras mudanças na aparência são visíveis no dia de Ano Novo, e carregando o jogo no Dia da mentira resulta em Reala no lugar de Nights como personagem jogável.
O disco apresenta um número grande de bônus como trabalhos de arte dos personagens. Novos modos extras que permite ao jogador observar o status do sistema A-life, fazer experimentos com a mixagem do da música do jogo, time attack em um Mare, ou jogar umo demo em um nível como o mascote Sonic the Hedgehog da Sega. No minigame "Sonic the Hedgehog: Into Dreams", Sonic é somente capaz de atravessar o estágio Spring Valley a pé, e o chefe original do jogo Puffy é redesenhado como uma versão de "bola de gude" de Doctor Eggman. A música é uma versão ligeiramente remixada de "Final Fever", a música do chefe final da batalha vem da versão japonesa de Sonic CD.

## Recepção
Na época que foi lançado, Nights into Dreams foi o o jogo mais vendido do topo para o Saturn, e foi o vigésimo primeiro jogo mais vendido no Japão no ano de 1996 mas falhou para encontrar a apelação em massa comercial de Super Mario 64 ou Crash Bandicoot, ambos foram lançados em torno do mesmo período. Muitos reviews dedicados em revistas do Saturn louvaram o jogo, mas alguns websites e revistas de multiplataforma foram mais críticos.[carece de fontes?]
Nights apareceu em várias listas de "grandes jogos". Em uma pesquisa de opinião pública em Janeiro de 2000 com leitores de revistas de jogos de computador e videogame, apareceu no 15o lugar em uma lista "dos 100 maiores jogos" (diretamente atrás de Super Mario 64). A Edge deu para NiGHTS um score de 8/10 em seu review original do jogo em 1996, e a edição de Outubro de 2003, a equipe da revista colocou NiGHTS em sua lista dos dez maiores jogos de plataforma. EGM, em sua lista de "200 maiores jogos daquela época", posicionou o jogo em 160º. Next Generation Magazine colocou o jogo em 25º sua lista de "100 Maiores jogos de Todos os Tempos" na edição de Setembro de 1996. 1UP.com posicionou o jogo em 3º em seu "Topo dos Dez Clássicos Cultos." O top 100 de jogos de todos os tempos da IGN de 1997 colocou o jogo em 94/100.

## Jogos relacionados

### Sequência
A exigência por uma continuação de Nights Into Dreams tem sido forte por anos. Um jogo com o título de "Air Nights", que pretendia usar um sensor de lona do pad analógico do Saturn, e o desenvolvimento foi mais tarde movido para o Sega Dreamcast por um tempo, mas o projeto foi eventualmente descontinuado. Além de um jogo eletrônico portátil lançado pela Tiger Electronics (no qual foi levado para o console da Tiger, R-Zone) e pequenos minigames apresentado em vários títulos da Sega, nenhuma sequência completa de Nights foi lançada para um console da Sega. Yuji Naka expressou sua relutância para desenvolver uma continuação, mas também notou que estava interessado em usar Nights como uma licença "para reinforçar a identidade da Sega".
Em 1 de abril de 2007, uma continuação chamada Nights: Journey of Dreams foi oficialmente anunciada para o Wii. O anúncio oficial seguiu itens no jogo publicado em várias revistas e websites. A sequência é exclusiva para Wii, fazendo uso do sistema sensitivo de movimento, como foi inicialmente planejado para Air Nights. A jogabilidade envolve o uso de várias máscaras, e apresenta um modo multiplayer para dois jogadores em adição para as funções online do WiiConnect24. O jogo foi desenvolvido pela Sega Studio USA, com Takashi Iizuka, um dos designers do jogo original, como produtor. Foi lançado no Japão e Estados Unidos em Dezembro de 2007, e na Europa e Austrália em 18 de janeiro de 2008.

### Remake

Capa de Nights into Dreams... re-relançamento para o PS2

A Sega lançou um Remake para PlayStation 2 no Japão em 21 de Fevereiro de 2008. Incluindo um suporte de 16:9 wide screen, ambos modos da versão clássica com gráficos do Saturn e a versão remake com gráficos do PS2, uma galeria de ilustrações e um modo cinema incluindo os vídeos do jogo. O jogo está disponível por um preço de orçamento, ou pacote Nightopia Dream, que inclui um encarte repintado que foi lançado com a versão original do Saturn.
A nova versão do PS2 está atualmente planejada para lançamento só no Japão.

## Novas aparições
Um jogo eletrônico portátil de NiGHTS foi lançado pela Tiger Electronics, e uma versão fiél foi lançada mais tarde para o console de pouca vida da Tiger, R-Zone.[carece de fontes?] Muitos títulos da Sega como Sega SuperStars, Sonic Adventure e Sonic Pinball Party trouxeram minigames como temáticas ao redor da personagem. NiGHTS é um personagem destravável em Sonic Riders, Sonic Riders: Zero Gravity e Sonic Shuffle. Uma versão em minigame de Nights into Dreams... é jogável utilizando a conectividade do GameCube-to-Game Boy Advance com Phantasy Star Online Episode I & II e Billy Hatcher and the Giant Egg. Novas e pequenas referências ai jogo tem sido numerosas em outros jogos da companhia, incluindo Shenmue, Burning Rangers, ChuChu Rocket!, Sonic Adventure 2, e Feel the Magic: XY/XX. NiGHTS e Reala também são personagem jogáveis em Sega Superstars Tennis.

### História em quadrinhos
A Archie Comics adaptou o jogo dentro de uma minisérie em história em quadrinhos de três edições para testar se o gibi ia vender bem ou não na América do Norte. A série ganhou alguma popularidade, mas não foi o suficiente para fazer a série emplacar. A companhia lançou mais tarde uma segunda minisérie de três edições, continuando a história do primeiro, mas esse quase falhou em ganhar vendas suficientes para garantir uma série contínua.